# Холінестераза
Холінестерази — група ферментів з класу гідролаз карбонових кислот, субстратами яких є складні ефіри холіну з оцтовою, пропіоновою або олійною кислотами. Однією з важливих якісних реакцій на фермент є інгібування алкалоїдом езерином в концентрації 10−5 — 10−8 М.

## Номенклатура холінестераз
- Назва першої підгрупи гідролаз — ацетилхолін-ацетилгідролаза (шифр ферменту 3.1.1.7)[1]

Найчастіше використовують тривіальні назви — ацетилхолінестеразою, ацетилхолінгідролаза або холінестераза I. Цей підтип ферментів гідролізує ацетилхолін.
- Назва другої підгрупи гідролаз — ацетилхолін-ацілгідролаза (шифр ферменту 3.1.1.8), а тривіальна назва холінестераза, з синонімами псевдохолінестераза, бутирилхолінестераза, холінестераза II, пропіонілхолінестераза. Гідролізує бутирилхолін, пропіонілхолін та ін.

## Біологічна роль
- Ацетилхолінестераза (КФ 3.1.1.7) грає ключову роль в процесах нейрогуморальної і синаптичної передачі: у холінергічних синапсах каталізує гідроліз ацетилхоліну, і, як наслідок, припиняє вплив даного медіатора на холінорецептор, що відповідає за збудження нервового волокна. При інгібуванні АХЕ звільнення рецепторів від ацетилхоліну відбувається дуже повільно (тільки за допомогою дифузії), і передача нервових імпульсів заблокована на рівні (нейротрансміттер <-> постсинаптична мембрана). Це викликає дезорганізацію процесів організму, а при важких отруєннях (зокрема фосфорорганічними бойовими отруйними речовинами) може привести до летального результату.
- Сироваткова холінестерази (КФ 3.1.1.8.) Виконує в організмі захисні функції. Зокрема, вона охороняє від інактивації ацетилхолінестеразою, оскільки з великою швидкістю гідролізує інгібітор даного ферменту — бутирилхолін[2]. Встановлено, що введення в кров тварин сироваткової холінестерази коня або рекомбінантних холінестерази людини на 100 % захищає їх від смертельних доз зарину, зоман і VX-газів, а також карбаматів. Холінестераза є головним ферментом, який метаболізує кокаїн і його похідні з утворенням нетоксичних продуктів розпаду, тому її використовують при передозуванні цієї психоактивної речовини.[джерело не вказане 1673 дні]

## Взаємодія холінестерази із інгібіторами і реактиваторами
Інгібітор — це речовина, яка знижує активність ферментів (каталітичні отрути). Інгібіторами холінестерази є деякі природні і синтетичні сполуки: фосфорорганічні сполуки (ФОС), ефіри N-алкилкарбамінових кислот (карбамати), четвертинні амонієві основи, гетероциклічні сполуки, що містять третинний або четвертинний атом азоту. Деякі характеристики даних речовин представлені в табл. 1. ФОС і карбамати іноді називають «напівсубстратами» або «поганими субстратами».
- ФОС гідролізуються в активному центрі ферменту, залишок фосфорилу взаємодіє з ОН-групою серину активного центру з утворенням «фосфорил-ферменту». Наступна стадія каталізу — гідроліз «фосфорит-ферменту» водою і утворення вільного ферменту — йде дуже повільно, так що активність ферменту не відновлюється. Процес є незворотнім. Активність «фосфорит-ферменту» можна відновити за допомогою реактиваторів (наприклад діпіроксиму) який витісняє залишок фосфорилу із зв'язку холінестерази, і молекула ферменту звільняється для взаємодії із субстратом. Фосфорорганічні сполуки мають потужну отруйну дію на організм. Причиною отруєння є накопичення негідролізованого ацетилхоліну, що призводить спочатку до прискорення проведення нервових імпульсів (збудження) і далі до блокування передачі нервових імпульсів (параліч). ФОС використовують в якості бойових отруйних речовин (БОВ), інсектицидів і лікарських засобів[3].

- Карбамати так само, як і ФОС, гідролізуються в активному центрі ферменту, відщеплений залишок карбамінової кислоти взаємодіє з ОН-групою серину з утворенням «карбамоїл-ферменту». Наступна стадія каталізу — його гідроліз водою і утворення вільного ферменту — йде швидше, ніж гідроліз «фосфорит-ферменту», але повільніше, ніж природних «ацил-ферментів». Активність холінестерази блокується карбаматами на кілька годин і потім відновлюється. Це оборотний тип інгібування. Карбамати широко використовуються в якості лікарських засобів для лікування нейродегенеративних захворювань, при паралічі та інших хворобах[4]. Описано також масштабне застосування фізостигміну — оборотного інгібітора холінестерази — як профілактичний засіб від можливого отруєння БОВ. У 1991 р в період війни в Аденській затоці фізостигмін був введений 400 тис. американських солдатів з метою швидкоплинного блокування (і, отже, захисту від інактивації) ацетилхолінестерази і холінестерази, так як очікувалася атака армії Іраку з використанням нервових газів[5].

| Клас з'єднань                                 | Тип зв'язку з холінестеразою           | Інгібування | Препарати                                                       |
| --------------------------------------------- | -------------------------------------- | ----------- | --------------------------------------------------------------- |
| Фосфорорганічні сполуки                       | Ковалентний в активному центрі         | Необоротне  | хлорофос, тиофос, армін, зарин, табун                           |
| Карбамати                                     | Ковалентний зв'язок в активному центрі | Оборотне    | фізостигмін, карбаріл (севин), неостигмін (прозерин), амінокарб |
| Четвертинні амонієві і гетероциклічні сполуки | Комплекс з аніонним центром ферменту   | Конкурентне | алкалоїди, галантамін, такрин, донепезил, едрофонія хлорид      |

## Роль активності холінестерази у анестезіології
Необхідність вивчення варіантів холінестерази виникла в середині 1960-х років.[джерело?] В цей час у хірургії стали використовувати міорелаксант сукцинілхолін для короткочасної зупинки дихання у пацієнтів на 3-10 хв. Розрахунок проводився на людину з нормальною активністю сироваткової холінестерази, але виникли ускладнення — якщо активність холінестерази у пацієнта знижена або відсутня, то кількість міорелаксанта, що впливає на нервово-м'язове з'єднання, значно зростає і тривалість апное може скласти кілька годин (відзначений випадок 9-годинного апное), що може загрожувати життю хворого. При проведенні хірургічних операцій чутливими до сукцинілхоліну виявляються від 4 до 7 % хворих. У Данії в 1972 році був створений Дослідницький центр холінестерази, в якому до 2000 році обстежувалися 2300 пацієнтів із 62 сімей.

## Зміна активності холінестерази при різних захворюваннях
Активність холінестерази знижується при:
- застійних явищах в печінці (внаслідок порушення гемодинаміки, нефрити, нефротичний синдром)
- механічній (обтураційній) жовтяниці
- жовчнокам'яній хворобі
- холециститі
- холангіті
- цирозі печінки
- запальних процесах в печінці (агресивний, гострий гепатит — значно)
- інфаркті міокарда
- злоякісних новоутвореннях
- ревматизмі
- запальних ураженнях шкіри і м'язів (дерматоміозит);
- м'язової дистрофії
- хронічних захворюваннях нирок
- пізніх термінах вагітності
- станах, пов'язаних зі зниженням рівня альбуміну в плазмі (холінестераза синтезується в клітинах печінки спільно з альбумінової фракцією)
- отруєнні деякими інсектицидами і пестицидами (фосфорорганічними сполуками і карбаматами), застосовуваними в сільському господарстві; грибами, миш'яком, міорелаксантами
- використанні інгібіторів овуляції
- використанні глюкокортикоїдів при протизапальній терапії або в якості імуносупресорів.

У багатьох випадках зниження активності холінестерази в сироватці обумовлена зниженням синтезуючої функції печінки.
Активність холінестерази збільшується при:
- гіперліпопротеїнемія IV типу
- бронхіальній астмі
- важких захворюваннях нирок
- ожирінні
- алкоголізмі
- виразковій хворобі шлунка і запальних захворюваннях тонкого кишечника
- міомі матки.

## Зображення

Acetylcholine
Choline

- лат. Acetylcholine
- лат. Choline